# ツアラー (オートバイ)
ツアラー (Tourer) とは、オートバイの車体形態の一つで、ツーリングでの使い勝手に重点を置いた車体構造を持つ車種、ならびにその特徴を模倣したものを指す。

## 概要
ツアラーは、舗装路を走るためにつくられたネイキッドにカウルを装着したオートバイの一形態であるが、いわゆる長距離ツーリングに重点をおいており、ツーリングに欠かせない大容量のガソリンタンク、フェアリングやウィンドシールド、フラットな（ピーキーではない）トルク特性のエンジンを備えているほか、乗車姿勢もスーパースポーツより前傾と屈曲が少ない。
さらに本格的なツアラーは、より大きなフェアリングと十分なボディーワーク、頑丈なキャリアやパニアケースなど、かなり大きな荷物を積載・収納できる構造、大排気量、トルクフルなエンジン、そして直立で快適な乗車姿勢が特徴である。
比較的車高が高く、シートとハンドルの距離が長い。こうした特徴により旋回性能よりも直進安定性に重点を置いた車体となっている。また、同程度の排気量同士での比較では乾燥重量が大きい傾向にあり、取り回しが重い欠点をもたらす反面、高速走行時の安定感が高く、乗り心地に優れる。

## 主な車種
- BMW・Rシリーズ、BMW・Kシリーズ
- ビューエル ユリシーズ

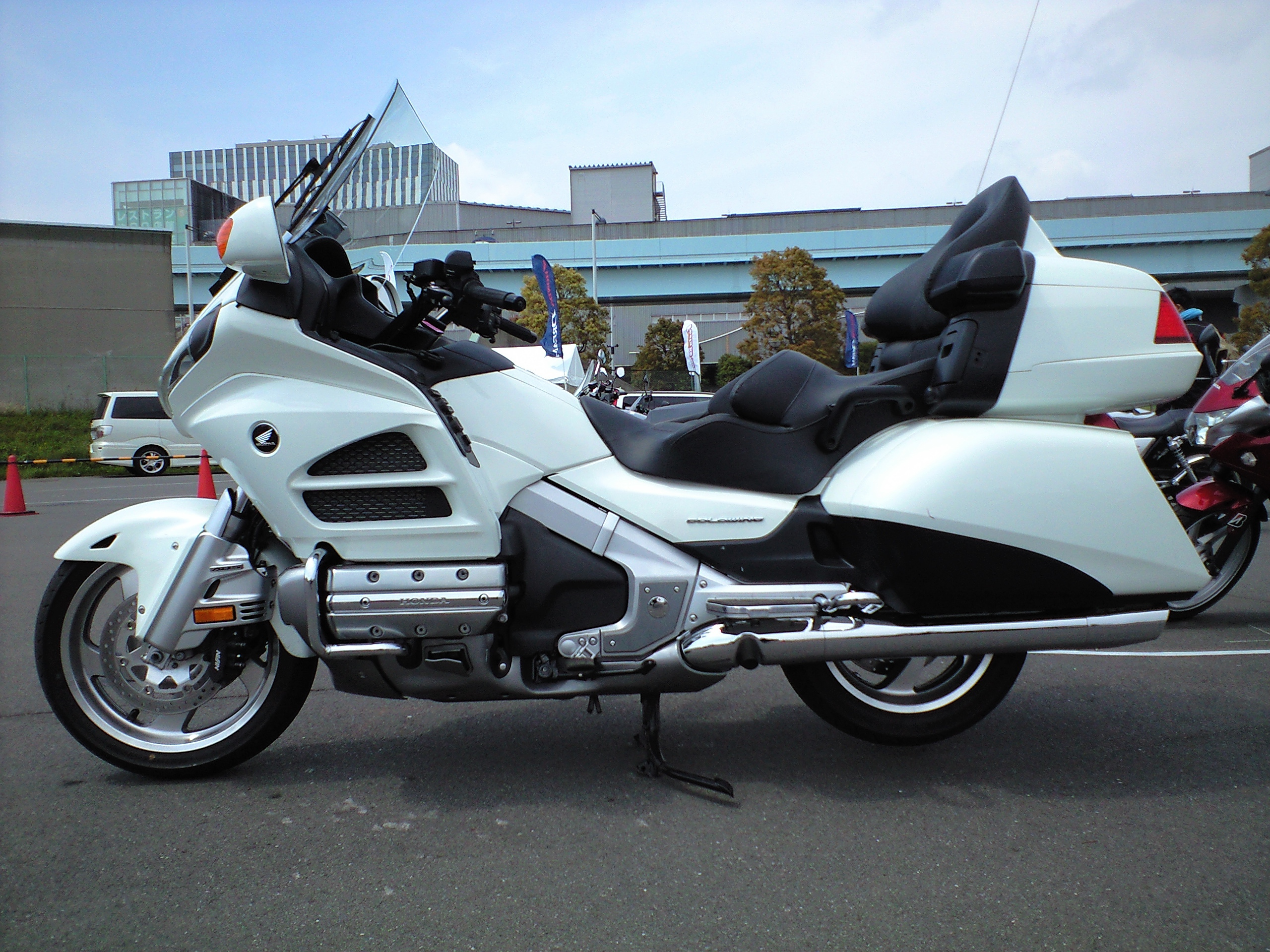
ホンダ・ゴールドウイング

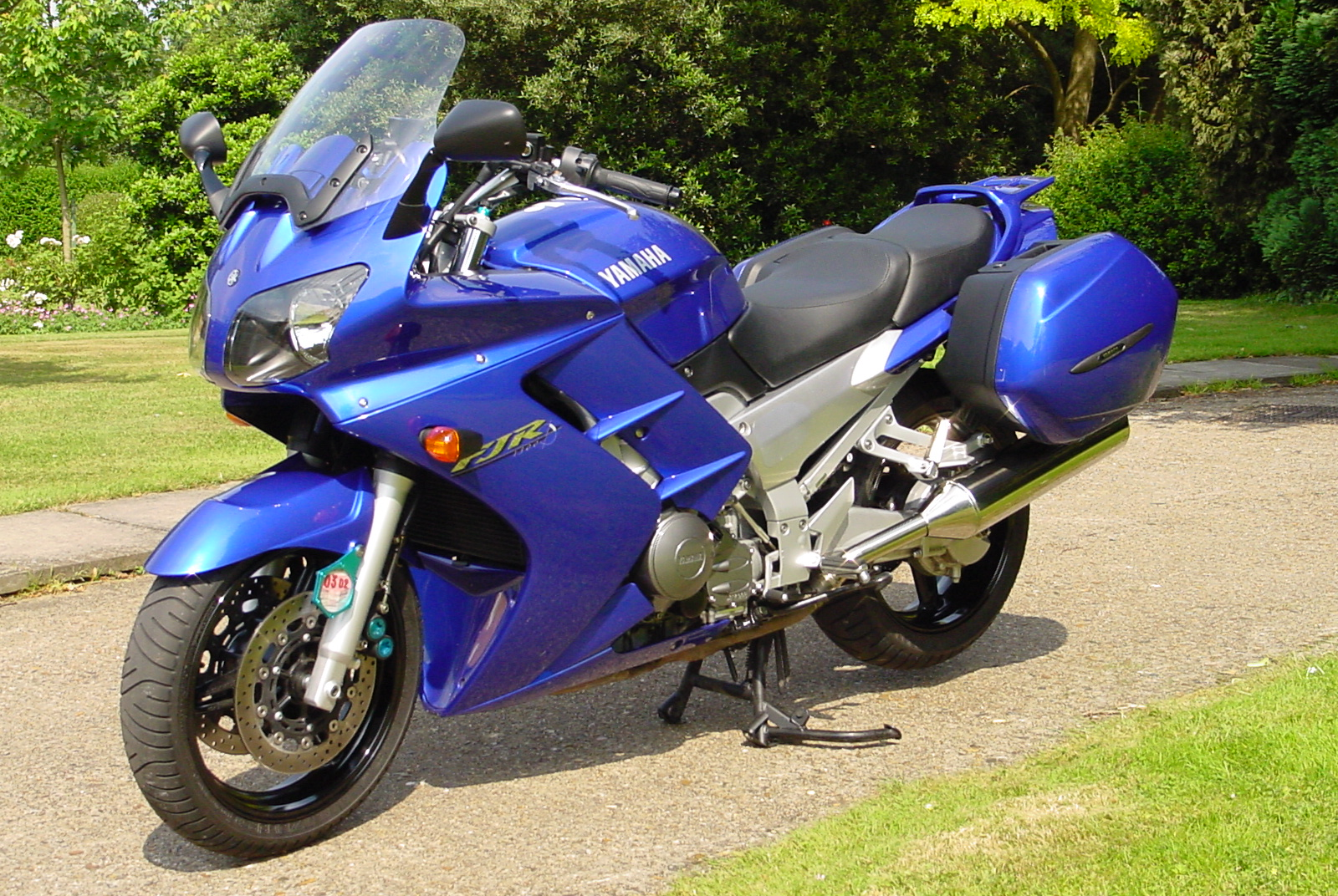
ヤマハ・FJR1300

- ドゥカティ・ムルティストラーダ、ドゥカティ・ST
- ハーレーダビッドソン・ツーリング
- ホンダ・ドゥービル、ホンダ・パシフィックコースト、ホンダ・STX1300パンヨーロピアン、ホンダ・ゴールドウイング、ホンダ・GL、ホンダ・CB1300スーパーフォア、ホンダ・VFR800、ホンダ・VFR1200F、ホンダ・NC750X、ホンダ・NT1100
- カワサキ・ZZR1400、1400GTR
- モト・グッツィ カリフォルニア
- MZモトラッド スコーピオントラベラー、MZ1000
- スズキ・RF、スズキ・GS、スズキ・GSX1300Rハヤブサ、スズキ・バンディット
- トライアンフ・スプリント
- ヤマハ・TDM、ヤマハ・XJ、ヤマハ・FJR1300

## スポーツツアラー
高速道路やワインディングでのスポーツ性、クルージングでの快適性を併せ持ったツアラー。一般的にフェアリングは標準装備であり、車体、足回りの剛性も高く、エンジン全域で大トルクを発生させ抜群の高回特性性も発揮する。パニアケースもオプションで装備することも可能である。代表的な車種はホンダ・VFR、ドゥカティ・ST3がある。

## ハイスピードツアラー
グランツーリスモとも呼ばれる。頑強なフレームとハイパワーエンジンを搭載しスーパースポーツに近い最高速を誇るツアラーで高速走行での快適性を重視した構造を持っているものもある。フェアリングの造形、電動式可変ウィンドシールドを採用していたり、前後ブレーキシステム、ABSなどの安全装備を装着している。代表的な車種はヤマハ・FJR1300、スズキ・GSX1300Rハヤブサ、カワサキ・ZZR1400などがある。